# Expression Blend
Microsoft Expression Blend est un outil professionnel de conception d'interfaces utilisateurs de Microsoft ; il est utilisé pour créer des interfaces graphiques riches orientées Web pour des applications de bureau mêlant Web et poste de travail. Expression Blend est écrit en utilisant le .NET Framework 3.0 et le Windows Presentation Foundation (WPF).
Le nom de code d'Expression Blend était Sparkle. À l'origine, le produit a été annoncé en tant que Microsoft Expression Interactive Designer, avant qu'il soit renommé en Expression Blend en décembre 2006. 
Expression Blend supporte le moteur des textes de WPF avec une typographie OpenType avancée, le ClearType, les gadgets 2D vectorisés, et les gadgets 3D avec accélération matérielle par l'intermédiaire de DirectX. Expression Blend est écrit entièrement en Windows Presentation Foundation à l'opposé des anciennes technologies comme le GDI ou GDI+. Expression Blend fait partie de la suite Microsoft Expression Studio.

## Version
Le 24 janvier 2007, Microsoft a mis à disposition la première version publique d'Expression Blend à travers un téléchargement gratuit sur son site Web. La version finale de Microsoft Expression Blend a été envoyée en production avec les autres logiciels de la suite Expression Studio le 30 avril 2007. Expression Blend nécessite le .NET Framework 3.0 puisqu'il utilise Windows Presentation Foundation. Expression Blend est disponible comme une partie de la suite Microsoft Expression Studio ; il est aussi inclus dans l'abonnement MSDN, au même titre qu'Expression Web.
Une version d'essai d'Expression Design est disponible. Le Service Pack 1 pour Expression Design est sorti le 17 octobre 2007.
Un aperçu de la version 2 d'Expression Blend est également disponible. Celle-ci sera compatible avec la technologie Microsoft Silverlight permettant de créer des applications associant animations, vidéos et interactivité, tout comme la technologie Adobe Flash.
La version 4 supporte la programmation visuelle, le support de WPF (3.5 et 4) et Silverlight (3.5 et 4) ainsi que le support des formats d'adobe (photoshop, illustrator, FXG) ainsi que l'export pour les Windows Phone 7.